# Jaguar SS1
Pour les articles homonymes, voir SS1.
La Jaguar SS1 ou Swallow Sidecar SS1 ou SS1 ou SS One est une voiture de sport du constructeur automobile britannique Swallow Sidecar de Coventry (qui devient SS Cars Ltd en 1934, puis Jaguar en 1945). Construite à 4 250 exemplaires entre 1932 et 1936, elle est considérée comme la première Jaguar historique de la marque.

## Historique
Les deux associés William Lyons et William Walmsley (en) présentent avec succès ce modèle de leur marque Swallow Sidecar au salon de l'automobile de Londres 1931, nommée « SS » par abréviation de Swallow Sidecar,,,. 

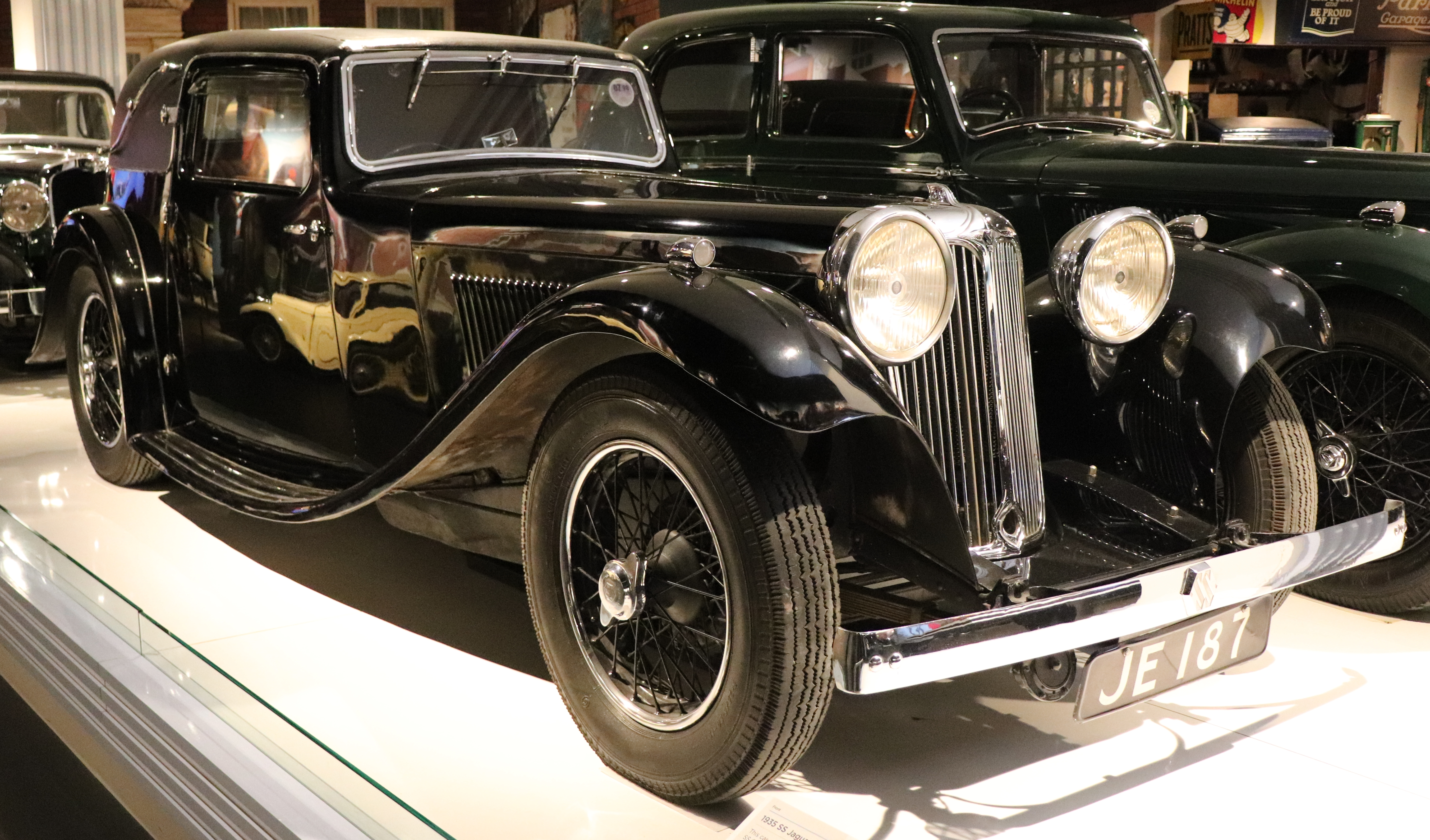
SS1 coupé-cabriolet, au Coventry Transport Museum
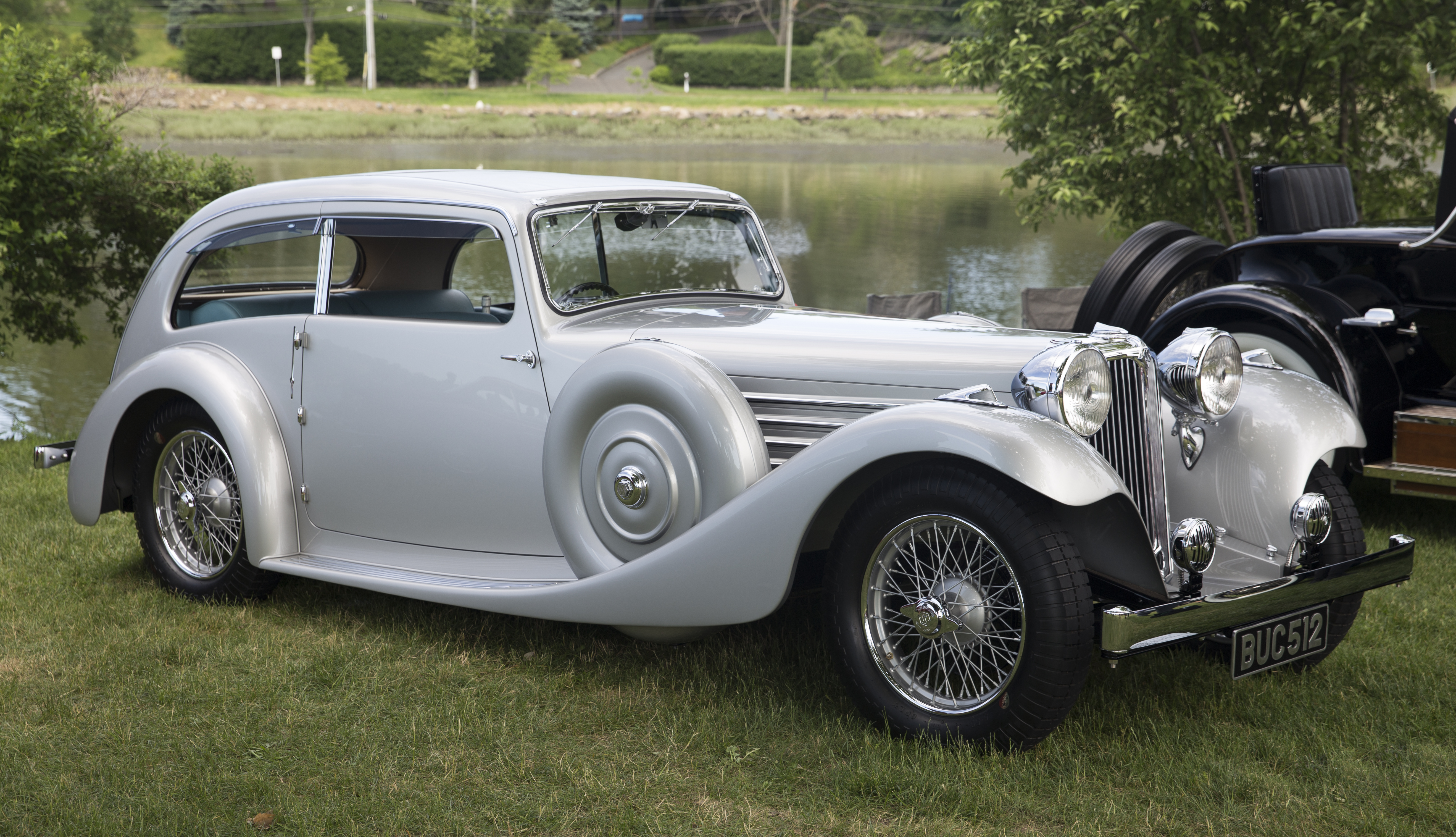
SS1 Airline Saloon « All Silver » (Greenwich Concours d'Elégance)
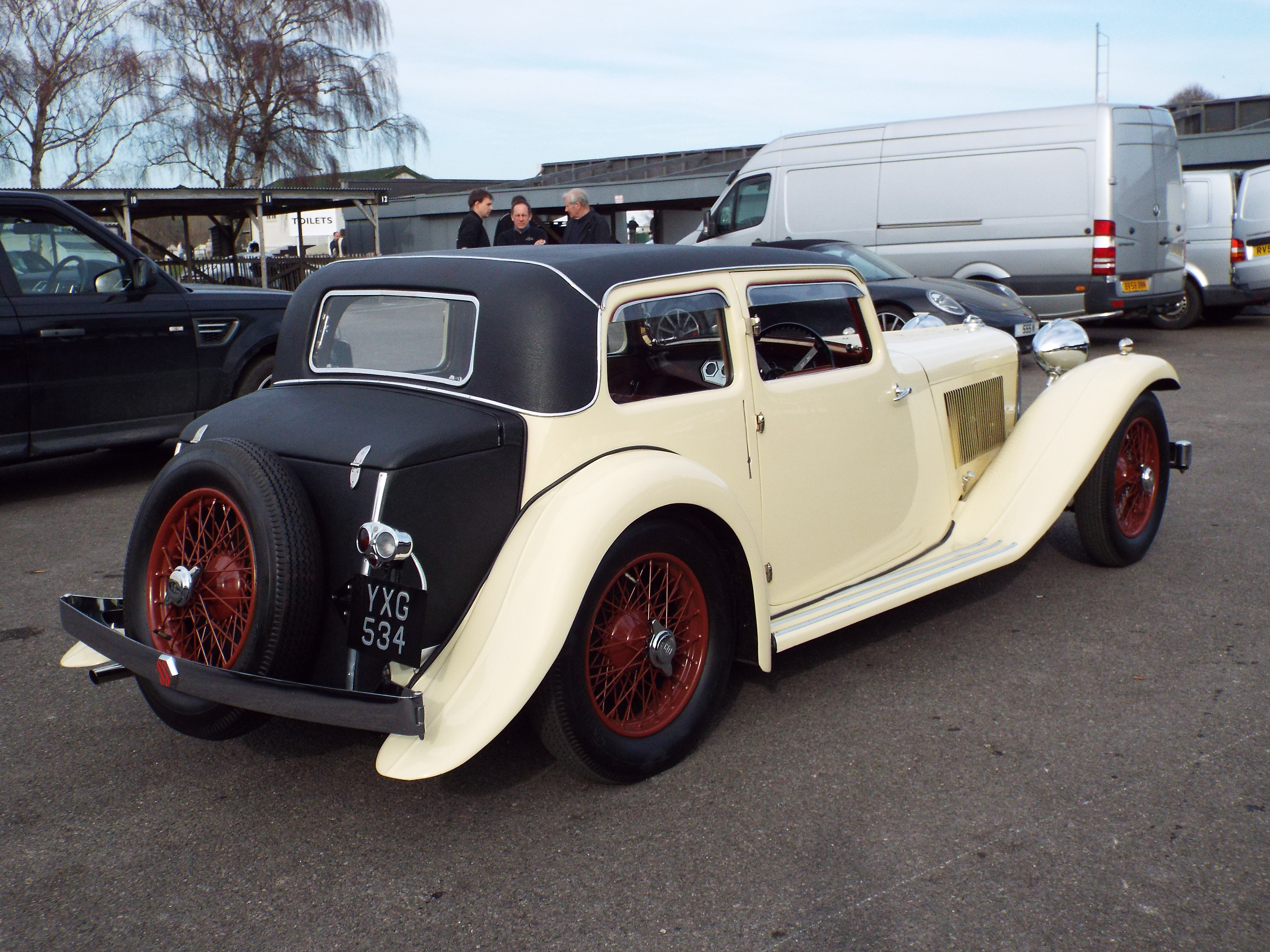
SS1 Sixteen Fourlight Saloon

Conçue et dessinée par William Lyons, elle est fabriquée en divers versions et évolutions de carrosseries en aluminium et haut niveau de finition, à titre de coupé sportif plus abordable que les Bentley 3½ Litre concurrentes de l'époque,.  

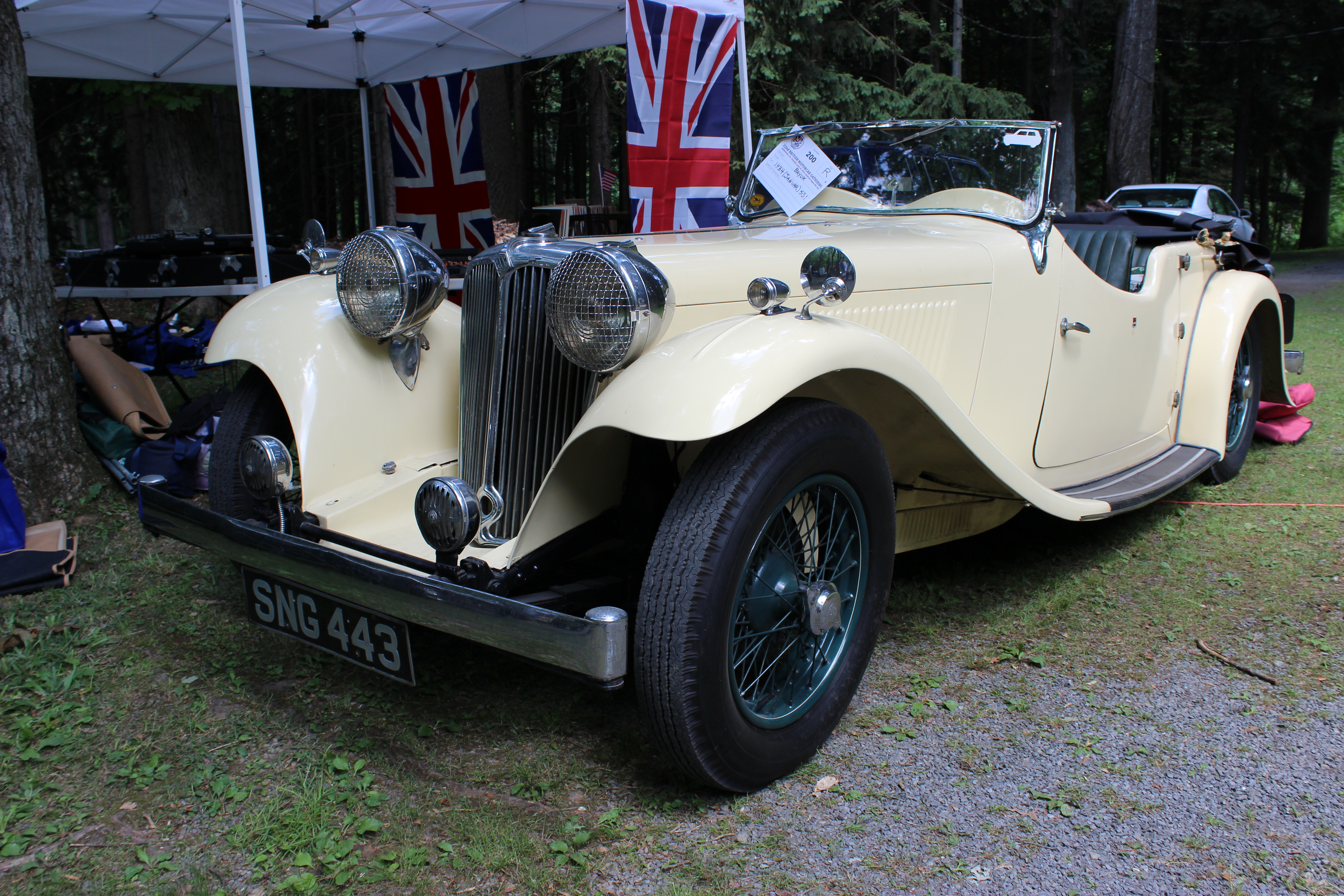
SS1 roadster-Tourer
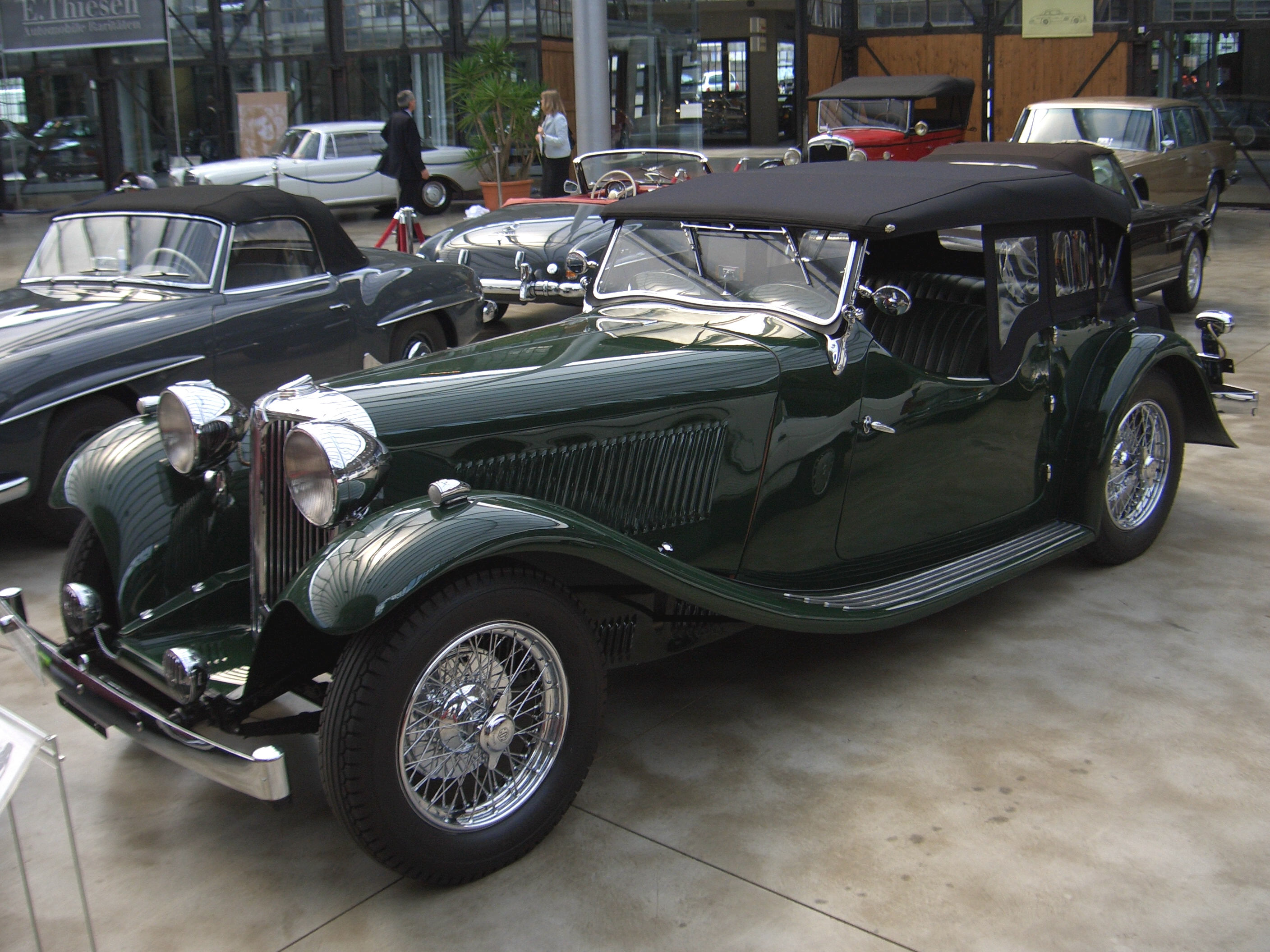
SS1 roadster-Tourer
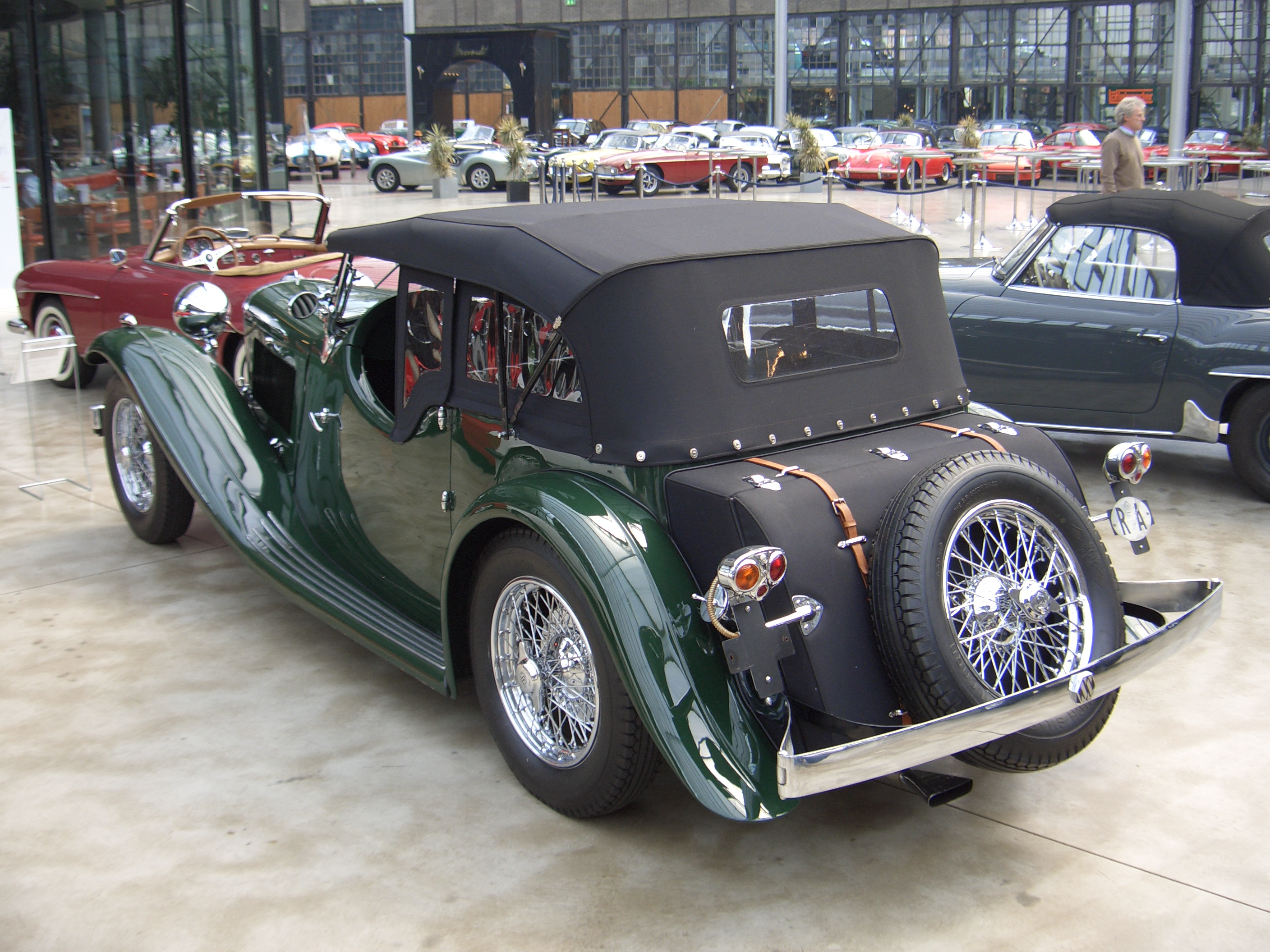
SS1 roadster-Tourer

Elle est motorisée par un moteur 6 cylindres en ligne Standard, de 2 L à 2,6 L pour une vitesse de pointe de 130 km/h.

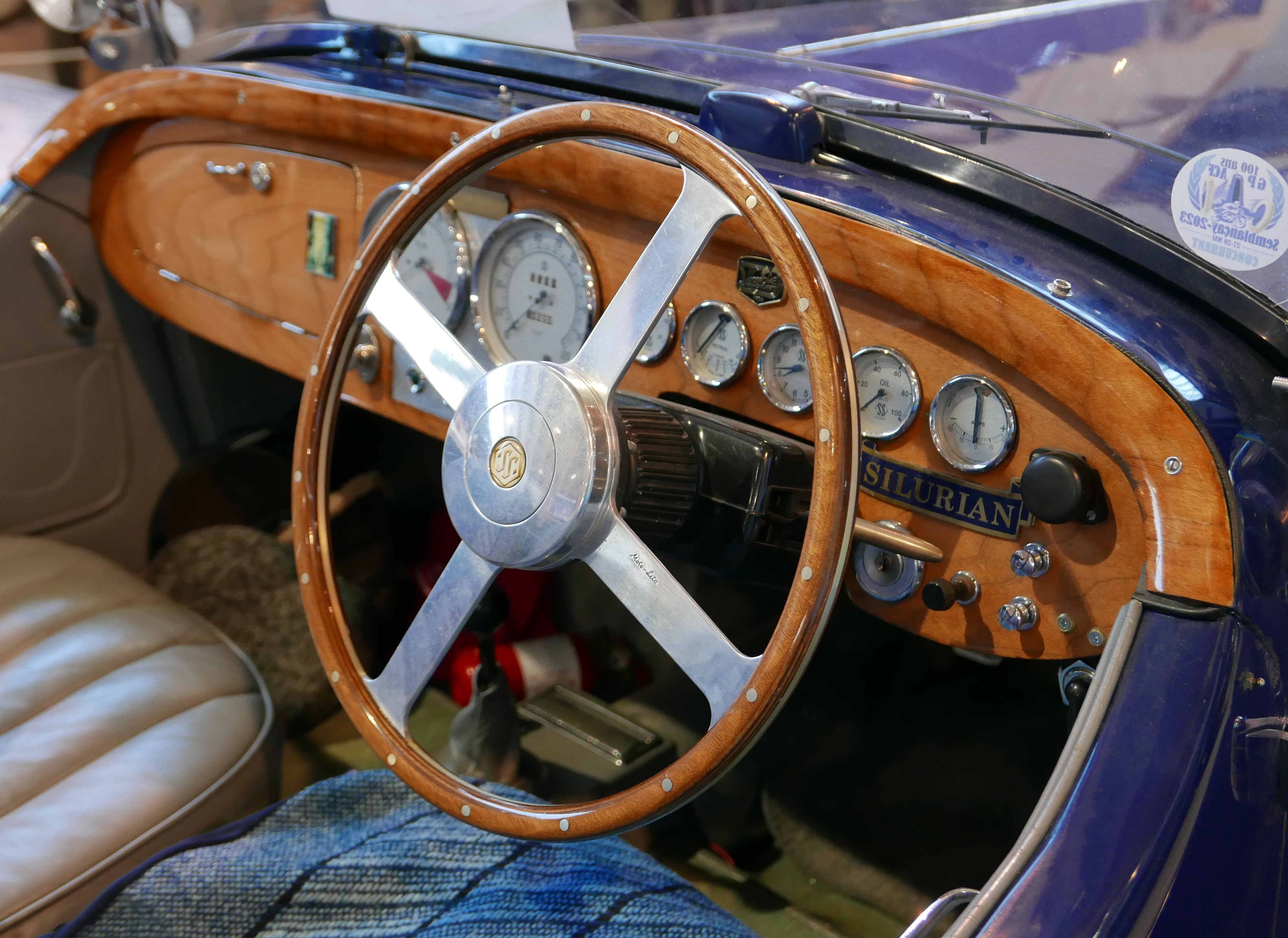
Tableau de bord
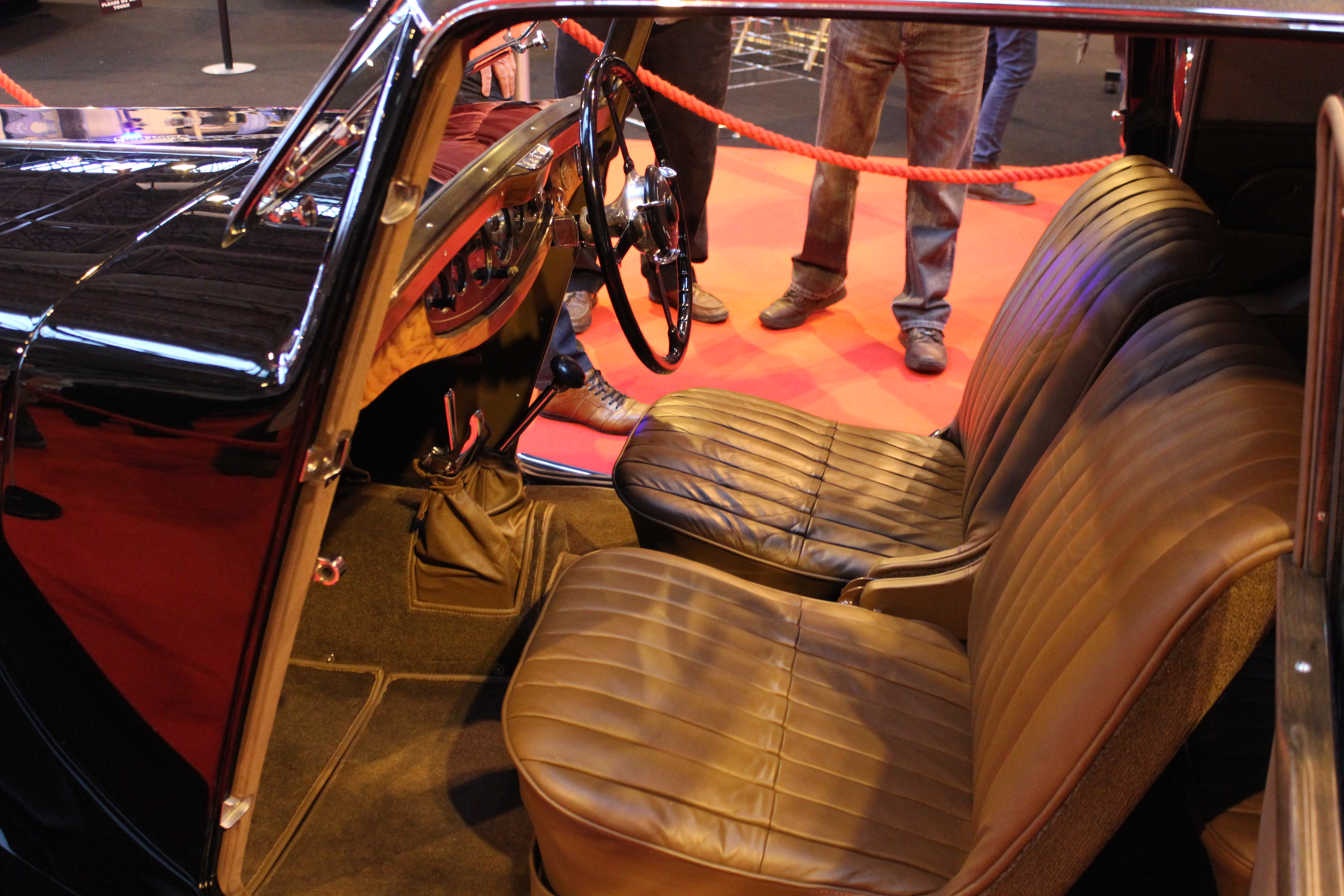
Intérieur cuir
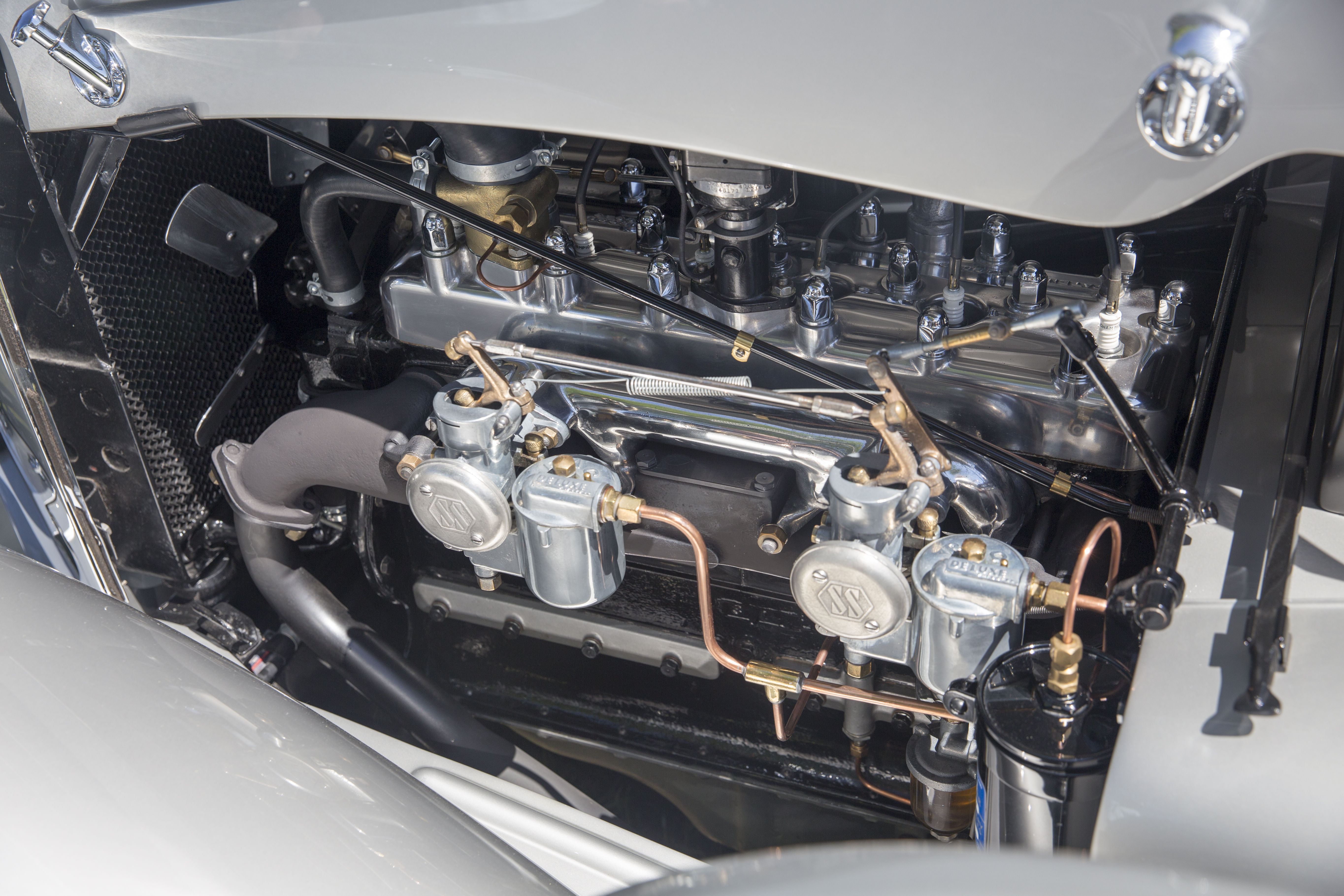
Moteur 6 cylindres en ligne Standard

Les versions roadsters sont déclinés en Jaguar SS2 (1932), Jaguar SS90 (1935), Jaguar SS100 (1935) ou Jaguar XK120 (1948)... Les versions coupé 2+2 sont suivis du modèle Jaguar Mark IV de 1935.     